# Попов Василь Юрійович
Василь Юрійович Попов (нар. 11 січня 1979) — український футболіст, нападник.

## Життєпис
Вихованець кримського училища олімпійського резерву, де його тренером був Віктор Орлов. У 1996 році перейшов у київське «Динамо», однак виступав за другу і третю команди.
На початку 1999 року став гравцем «Поліграфтехніки», яка виступала в Першій лізі. Дебютував у футболці олександрійців 5 квітня 1999 року в переможному (2:0) домашньому поєдинку 21-о туру Першої ліги проти житомирського «Полісся». Василь вийшов на поле на 85-й хвилині, замінивши Олександра Прудкого. Дебютним голом у складі «поліграфів» відзначився 11 травня 1999 року на 18-й хвилині переможного (2:1) виїзного поєдинку 30-о туру Першої ліги проти луцької «Волині». Попов вийшов на поле в стартовому складі, а на 81-й хвилині його замінив Сергій Волосов. У футболці олександрійського клубу в Першій лізі зіграв 25 матчів та відзначився 4-а голами. Через рік, підписав контракт з криворізьким «Кривбасом». Спочатку виступав за «Кривбас-2» у другій лізі, який став бронзовим призером турніру, а потім потрапив до основного складу. У чемпіонаті України дебютував 11 березня 2001 року в матчі проти запорізького «Металурга» (0:0). Попов взяв участь в грі проти полтавської «Ворскли», проте напередодні він був відзаявлений і «Кривбасу» було призначену технічну поразку. Влітку 2000 року перейшов до харківського «Металіста». За «Металіст» грав протягом півроку, після чого покинув команду.
Влітку 2001 року приєднався до маріупольського «Металурга-2», який виступав у другій лізі. Попов провів там півроку і покинув колектив. З 2004 року по 2005 роки грав за аматорську команду «Кафа» з Феодосії. У 2005 році провів одну гру в аматорському чемпіонаті України за ялтинський «Ялос». Потім змінив ще ряд кримських аматорських команд, серед яких джанкойський «Авангард» і «Керч».